# Gerrit Stavast
Gerrit Stavast (Soest, 7 november 1966) is een Nederlandse handbaltrainer en voormalige handbaldoelman. 

## Biografie
Als handbalkeeper had Stavast zijn grootste successen bij Eynatten dat onder leiding stond van coach Pim Rietbroek. De landstitel werd gewonnen in 2000, 2001 en 2002 en de beker in 2000. Ook werd Stavast in 2001 uitgeroepen tot speler van het jaar in België. Stavast heeft ook onder andere bij BDC, UDSV, Sittardia, V&L gespeeld. Ook kwam Stavast uit voor de nationale ploeg, hij maakte zijn debuut in de zomer van 1985 onder bondscoach Ton van Linder.
Hierna was hij coach bij onder andere Sporting Neerpelt, BFC, Sittardia, en als assistent-trainer bij Eynatten.

## Privé
Zijn zoon, Ivar Stavast, speelt op hoog niveau handbal.